# Himeto
El monte Himeto (en griego antiguo, Ὑμηττός, Hymēttós; en griego moderno, Υμηττός, Ymittós; en latín, Hymettus) está situado al sur de Atenas, en Grecia. 
Según la mitología clásica, estaba poblado de abejas que libaban en su floresta y que producían la miel más rica y la cera más suave de Grecia, a causa de la fragancia de sus magníficas flores y hierbas. Tanto era así según la leyenda, que hasta los reptiles que vivían allí dejaron de ser venenosos.
Es verdad que allí se practicaba la apicultura, pero el monte Himeto era célebre también por su excelente mármol, el mejor del Ática, y que caracteriza por ser azulado con vetas grises paralelas.